# SMS Arminius
SMS Arminius – pruski, a następnie niemiecki monitor, który wszedł w skład Pruskiej Marynarki Wojennej w 1865 roku. Obok SMS „Prinz Adalbert”, był to pierwszy niemiecki okręt pancerny. Okręt nazwano imieniem germańskiego wodza z okresu cesarstwa rzymskiego, Arminiusa.

## Projekt i budowa

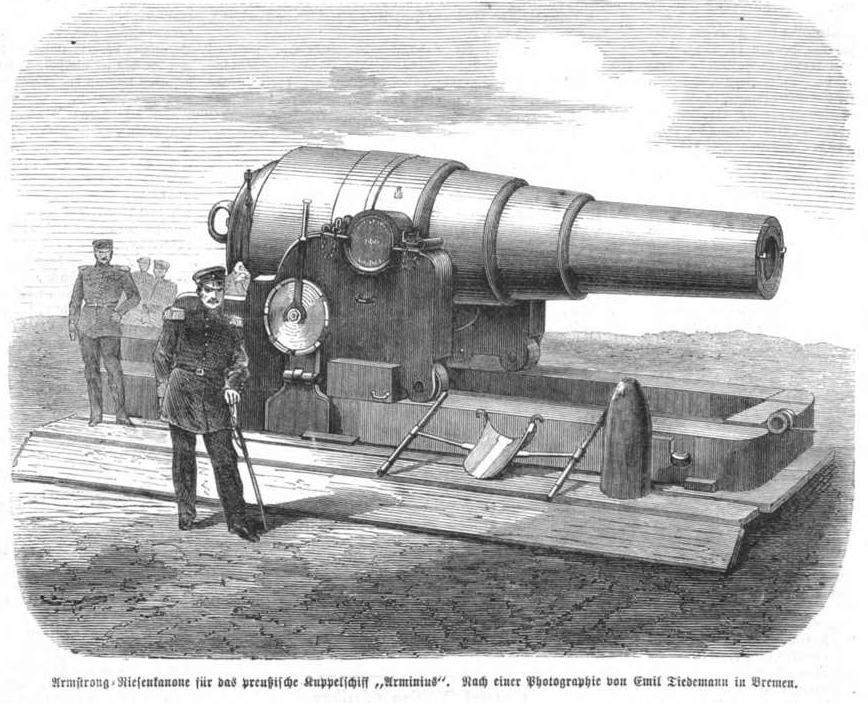
Działo 210 mm z SMS „Arminius”

Projekt okrętu został opracowany przez oficera Royal Navy Cowpera Colesa, zwolennika budowy nowego typu okrętów wyposażonych w wieże artyleryjskie. „Arminius” był nieco powiększoną kopią duńskiego monitora „Rolf Krake”, także projektu Colesa. Budowa rozpoczęła się w stoczni Samuda Brothers w Londynie w 1863 roku, a odbiorcą mogła być Konfederacka Marynarka Wojenna. W momencie wodowania 20 sierpnia 1864 roku było wiadomo, że nabywcą okrętu będą Prusy. Wejście w skład Pruskiej Marynarki Wojennej nastąpiło 22 kwietnia 1865 roku. Koszt budowy okrętu wyniósł 1,8 mln złotych marek i w części został pokryty ze zbiórki publicznej.
Kadłub okrętu wykonano głównie ze stopu żelaza w połączeniu z elementami drewnianymi. Żelazne opancerzenie w najgrubszym miejscu dochodziło do 114 mm. Zastosowano osiem przedziałów wodoszczelnych. Okręt wyposażono w maszynę parową o mocy 1200 KM wyprodukowaną przez brytyjską firmę John Penn and Sons, która napędzała jedną śrubę okrętową. Jako pomocniczy zastosowano napęd żaglowy.

## Służba
Po wejściu do służby okręt przez sześć lat służył w roli jednostki ochrony wybrzeża, przeznaczonej głównie do obrony portów. W 1872 roku przydzielono go do wykonywania zadań szkolnych. Okręt wycofano ze służby w 1875 roku i przeznaczono do zadań pomocniczych. Dzięki taranowi w części dziobowej, wykorzystywano go w Kilonii jako lodołamacz. Okręt skreślono z rejestrów marynarki 2 marca 1901 roku i sprzedano na złom za kwotę 72 tysięcy złotych marek. Złomowanie zakończyło się w 1902 roku.